# Remelana esra
Remelana esra är en fjärilsart som beskrevs av Hans Fruhstorfer 1907. Remelana esra ingår i släktet Remelana och familjen juvelvingar. Inga underarter finns listade.